# Enrique Flórez de Setién y Huidobro
Enrique Flórez de Setién y Huidobro (Villadiego, Burgos, 1702 — Madrid, 1773), geralmente conhecido por padre Enrique Flórez, historiador e teólogo espanhol, que em 1719 ingressou na Ordem dos Cónegos Regrantes de Santo Agostinho. Estudou em Valladolid e Salamanca, doutorando-se em teologia na Universidade de Alcalá (1729). Foi reitor do colégio dos agostinianos e catedrático de teologia daquela Universidade (a partir de 1751). Foi membro do Conselho da Inquisição espanhola e nela censor dos livros. Foi um dos pioneiros do criticismo histórico, baseado numa amplíssima erudição e numa fiel interpretação das fontes históricas. Fou um numismata de relevo, iniciador do estudo científico da numismática ibérica, com interesse na historiografia, na arqueologia e na história natural. Publicou numerosas obras.

## Biografia
Enrique Flórez de Setién y Huidobro nasceu em Villadiego, Burgos, a 21 de Julho de 1702.  Com apenas 13 anos (em 1715) ingressou na Ordem de Santo Agostinho e iniciou uma vida de estudo que o tornaria um dos maiores eruditos do seu tempo.
Enrique Flórez iniciou o seu percurso académico estudando Artes e Filosofia em Valladolid e depois Teologia, Cânones e Sagrada Escritura em Salamanca. Após esses estudos iniciais, frequentou a Universidade de Santo Tomás, em Ávila, onde obteve o grau de bacharel em 1725, e seguidamente a de Alcalá de Henares, na qual obteve o grau de doutor em 1729.
Dada a sua ligação aos agostinianos, cedo passou a ser conhecido simplesmente como o "padre Flórez" da Ordem de Santo Agostinho, ganhando progressivamente fama de grande erudito e doutrinário, o que o levou a ser o historiador oficial de Fernando VI de Espanha e a ocupar um lugar de censor dos livros da Inquisição espanhola, cargo que se configurava como de guardião da ortodoxia católica, competindo-lhe visitar bibliotecas conventuais e nelas verificar a conformidade das obras existentes. Esta posição fez da sua o obra posterior um misto de historiografia séria, com busca incessante de fontes, particularmente epigráficas, numismáticas e documentais, com um trabalho de justificação da verdade histórica face ao catolicismo e nacionalismo espanhol. Dele se afirma que não hesitava em destruir fontes quando estas não se conformavam com a sua visão da história (existe testemunho certo da queima de um manuscrito antigo que ofendia a honra nacional).
A sua vida desenvolveu-se em torno dos estudos históricos no âmbito da Ordem de Santo Agostinho. Fixou-se em Alcalá de Henares (1725-1750), ligando-se à sua Universidade, onde foi estudante e depois catedrático de Teologia (1751). Foi reitor do Colégio dos Agostinianos em Alcalá (1739-1743), tendo abandonado o lugar, para que fora reeleito, para se dedicar aos seus estudos. O seu empenho na investigação foi tal que o levou a pedir também renúncia do lugar de catedrático (1758) para melhor se poder dedicar ao estudo. Viajou largamente, visitando os sítios históricos e recolhendo informação para a sua obra.
Em 1740 foi nomeado pela Inquisição revisor e visitador das bibliotecas conventuais, o que lhe permitiu acesso a numerosas fontes e um conhecimento profundo do espólio documental existentes nestas.
Apesar da sua ligação à Universidade, não estabeleceu com o seu corpo académico relações de cooperação, considerando-a o eremitério complutens, já que apresar dos seus colégios e doutores, nela se sentia só. O seu trabalho foi muito criticado, não sendo pacífica a relação com outros intelectuais da época.
A sua grande especialidade e paixão parece ter sido a numismática, publicando em 1757-1758 uma obra seminal para o estudo da moeda ibérica, intitulada Medallas de las Colonias, municipios y pueblos antiguos de España, posteriormente (1773) completada com um terceiro volume dedicado em especial às moedas visigóticas.
Contudo, a sua maior obra, verdadeiro opus magnum, foi a España Sagrada, obra que serviu de modelo e inspiração a várias gerações de historiadores ibéricos.
Aquela obra, cujo título completo é España Sagrada. Theatro Geográphico-Histórico de la Iglesia de España. Origen, Divisiones y Términos de todas sus Provincias. Antigüedades, Traslaciones y Estudio antiguo y presente de sus Sillas, en todos los Dominios de España y Portugal. Con varias Dissertaciones críticas, para ilustrar la Historia Eclesiástica de España, que foi claramente modelada sobre a Gallia Christiana de Sainte-Marthe e a Italia Sacra de Ughelli, constitui um dos mais ambiciosos empreendimentos historiográficos de sempre.
Visando inicialmente dar a conhecer a história da Igreja na Península Ibérica, mas, dado que esta se entrecruza com todos os sectores da sociedade, a obra teve de abarcar um campo cada vez mais vasto, cobrindo quase todos os aspectos da história civil. Com publicação iniciada em 1747, coube a Enrique Flórez elaborar os seus primeiros 29 volumes (dois dos quais publicados postumamente). Após a sua morte, a obra foi continuada pela Ordem de Santo Agostinho até 1836 (com a publicação dos volumes 30.º a 46.º). Depois de um interregno, foi retomada pela Academia de Historia, sendo o último volume saído a público (o 54.º) datado de 1957.
O padre Enrique Flórez faleceu em Madrid a 3 de Maio de 1773, deixando um legado intelectual de grande relevância e uma obra, a España Sagrada, que continuou a ser completada e aprofundada durante mais dois séculos.

## Obra publicada
Entre muitas outras, incluindo numerosas respostas e contra-respostas a críticas ou colaborações recebidas, Enrique Flórez publicou as seguintes obras principais:
- Cursus Theologiae, 5 vols., Madrid, 1732-1738;
- Clave Historial, Madrid, 1743;
- España Sagrada. Theatro Geográphico-Histórico de la Iglesia de España. Origen, Divisiones y Términos de todas sus Provincias. Antigüedades, Traslaciones y Estudio antiguo y presente de sus Sillas, en todos los Dominios de España y Portugal. Con varias Dissertaciones críticas, para ilustrar la Historia Eclesiástica de España, 51 volumes, Madrid, 1747-1951 (os primeiros 29 volumes e a organzação geral são de Enrique Flórez);
- España carpetana; medallas de las colonias, municipios, y pueblos antiguos de España, 3 vols., Madrid, 1757;
- Memorias de las reynas Católicas, 2 vols., Madrid, 1761, 1770, e 1779;
- Clave Geographica para aprender Geographia los que no tienen maestro, Madrid, 1769.